# Andrea Cedrón
Andrea del Rosario Cedrón Rodríguez (Trujillo, 24 dicembre 1993) è una nuotatrice peruviana.

## Biografia
Ha rappresentato il Perù ai Giochi olimpici estivi di Londra 2012 in cui è stata eliminata con il trentatreesimo tempo in batteria nei 400 metri stile libero.
Si è qualificata ai XXXI Giochi olimpici di Rio de Janeiro 2016, dove ha concluso la gara dei 200 metri stile libero in trentanovesima posizione; eliminata per la seconda volta nelle batterie.

## Palmarès

### Campionati sudamericani
- Bronzo nei 200m stile libero Mar del Plata 2014;
- Bronzo nella staffetta 4x100m stile libero femminile Mar del Plata 2014;
- Bronzo nella staffetta 4x200m stile libero femminile Mar del Plata 2014;
- Bronzo nella staffetta 4x100m stile libero mista Mar del Plata 2014.